# Muri (köpinghuvudort i Kina, Qinghai Sheng, lat 37,69, long 100,73)
Muri (kinesiska: 默勒镇) är en köpinghuvudort i Kina. Den ligger i provinsen Qinghai, i den nordvästra delen av landet, omkring 150 kilometer nordväst om provinshuvudstaden Xining. Antalet invånare är 6 843. Befolkningen består av 3 151 kvinnor och 3 692 män. Barn under 15 år utgör 19,0 %, vuxna 15-64 år 75 %, och äldre över 65 år 4,0 %.
Runt Muri är det mycket glesbefolkat, med 7 invånare per kvadratkilometer. Det finns inga andra samhällen i närheten. Trakten runt Muri består i huvudsak av gräsmarker.
Genomsnittlig årsnederbörd är 579 millimeter. Den regnigaste månaden är juli, med i genomsnitt 131 mm nederbörd, och den torraste är januari, med 2 mm nederbörd.